# میریالاگودا
میریالاگودا (به انگلیسی: Miryalaguda) یک منطقهٔ مسکونی در هند است که در Miryalaguda واقع شده‌است. میریالاگودا ۲۸٫۳۶ کیلومتر مربع مساحت و ۱۰۹٬۸۹۱ نفر جمعیت دارد.